# TVR Cerbera
TVR Cerbera – sportowy samochód osobowy produkowany przez brytyjską firmę TVR w latach 1996–2003. Dostępny jako 2-drzwiowe coupé. Do napędu użyto silników: R6 4,0 l, V8 4,2 l oraz V8 4,5 l. Moc przenoszona była na oś tylną poprzez 5-biegową manualną skrzynię biegów.

## Dane techniczne (V8 4.5)

### Silnik
- V8 4,5 l (4475 cm³), 2 zawory na cylinder, SOHC
- Układ zasilania: wtrysk
- Średnica × skok tłoka: 91,00 mm × 86,00 mm
- Stopień sprężania: 10,75:1
- Moc maksymalna: 426 KM (313,2 kW) przy 6750 obr./min
- Maksymalny moment obrotowy: 515 N•m przy 5500 obr./min

### Osiągi
- Przyspieszenie 0-100 km/h: 4,1 s
- Prędkość maksymalna: 290 km/h